# Valle de San Simón (Arizona)
El Valle de San Simón es un valle del noreste del condado de Cochise en el estado de Arizona y se continúa hacia el suroeste de Nuevo México. Un valle de tamaño similar, el valle de San Bernardino forma la esquina sureste del condado; ambos valles se ubican al este de la Sierra de Chiricahua en la porción central del condado de Cochise.
El efímero río San Simón fluye al noroeste a través del valle para terminar en la playa en la frontera de los condados de Graham y Cochise. La interestatal 10 divide el valle de este a oeste. Al oeste del valle se ubica la Sierra Blanca de Arizona. El perímetro suroeste del valle se ubica en las faldas de la Sierra de Dos Cabezas y al noroeste de la Sierra de Chiricahua. Al noreste del valle está la Sierra de Peloncillo. En el perímetro norte del valle se encuentra la pequeña sierra de Whitlock y el valle de Whitlock.
El valle de San Simón es conocido por las cerámicas de los indios, algunas denominadas en honor a un sitio del valle.